# Iljinskoje (rejon niemski)
Iljinskoje (ros. Ильинское) – wieś (sieło) w Rosji, w obwodzie kirowskim, w rejonie niemskim. W 2010 liczyła 592 mieszkańców.